# Гируцкий, Анатолий Антонович
Гируцкий Анатолий Антонович — советский и белорусский лингвист, литературовед, философ, специалист в области религиоведения, нейролингвистики, семиотики культуры, лингвосемиотики, писатель. Профессор кафедры языкознания и лингводидактики в Белорусском государственном педагогическом университете имени Максима Танка (Минск), доктор филологических наук, профессор, председатель Совета по защите диссертаций по филологическим наукам.

## Биография
Закончил Белорусский государственный университет (1977), аспирантуру при Институте языкознания Национальной академии наук Беларуси (1981).
Работал в Белорусском политехническом институте заведующим кафедрой русского языка (1982—1990).
С 1991 — в Белорусском государственном педагогическом университете имени М. Танка — заведующий кафедрой общего и русского языкознания.
Доктор филологических наук (1991), профессор (1993).
Скончался 1 января 2023 г. в Минске.

### Научная деятельность
Научные интересы: русистика, белорусистика, нейролингвистика, теория и философия языка, религиоведение, семиотика культуры.

#### Русистика и белорусистика
Основным теоретическим достижением в области русистики и белорусистики является докторская диссертация, посвященная белорусско-русскому двуязычию в художественной литературе.
Результаты исследования вошли в вузовский «Сопоставительный курс русского и белорусского языков».

#### Нейролингвистика
Расширил границы нейролингвистики, включив в неё вопросы структурного изоморфизма генетического кода и естественного языка, а также нейролингвистического программирования. На основе этих исследований создано учебное пособие «Нейролингвистика».

#### Теория языка
Внес существенный вклад в теоретическое языкознание, создав общую теорию языка, основанную на геометрическом образе структуры слова. Геометрический образ структуры слова и языка вошёл в методологические вузовские курсы «Введение в языкознание» и «Общее языкознание».

#### Философия языка и религиоведение
В области философии языка и религиоведения развил теорию двойственной истины, показав принципиальную сопоставимость религиозной и научной истины. Основным результатом научной деятельности в этом направлении явилось получение матрицы имени Абсолюта (Слова) в качестве основы мироздания («Тайна имени», 1996,"Структура слова", 2005, «Наука и религия», 2013, «Матрица Абсолюта», 2017).

#### Семиотика культуры
Разработал программу и содержание учебного курса «Семиотика культуры», опубликовал ряд статей по этой тематике.
Организатор и участник многих международных и республиканских конференций. Преподавал русский язык в Мэрилендском университете (США), на курсах русского языка в ФРГ, проходил научную стажировку в Ягеллонском университете (Краков, Польша), читал лекции в Евразийском национальном университете имени Л. Н. Гумилева (Астана, Казахстан).

### Художественное творчество
Прозаик, автор книг прозы «Откровение» (Мн., 2005), «Поход» (Мн., 2006), «Армагеддон» (Мн., 2014).
Главным произведением является роман «Армагеддон», сердцевиной которого выступает повесть «Откровение» внутри романа. Главный герой «Откровения» — Звездный Странник — проходит через драматические коллизии, чтобы передать людям в двух формах — научной и художественной, полученное им в откровении от Бога новое знание об устройстве мира — структуру имени Абсолюта.

### Избранные труды

#### Монографии
- Гируцкий, А. А. Белорусско-русский художественный билингвизм: типология и история, языковые процессы. Мн.: Университетское, 1990. — 175 с. ISBN 5-7855-0362-X.
- Гируцкий, А. А. Тайна имени / Вступ. ст. В. Ф. Мартынова. Мн.: Тэхналогія, 1996. — 128 с. ISBN 985-6234-08-5.
- Гируцкий, А. А. Структура слова / Предисловие В. Ф. Мартынова. Минск: БГПУ, 2005. — 251 с. ISBN 985-435-998-0.
- Гіруцкі, А. А., Міхневіч, А. Я. Мовы, блізкія нам змалку… Мн.: Национальный институт образования, 2009. — 88 с. ISBN 978-985-516-1.
- Двуязычие: теория и практика / А. А. Гируцкий, В. Д. Стариченок, Т. В. Балуш и др., под ред. д.ф.н., проф. А. А. Гируцкого. Минск: БГПУ, 2012. — 160 с. ISBN 978-985-541-046-2.
- Гируцкий, А. А. Матрица Абсолюта: словарь, избранные статьи / Вступительная статья А. Н. Булыко. Минск: БГПУ, 2017. — 252 с. ISBN 978-985-541-360-9.
- Гируцкий, А. А. Экология семиосферы: теория и дискурсная практика / Анатолий Гируцкий. Минск: Мон литера, 2020. — 94 с. ISBN 978-985-90516-1-6.

#### Учебные издания
- Бордович, А. М., Гируцкий, А. А., Чернышова, Л. В. Сопоставительный курс русского и белорусского языков: учеб. пособие. Мн.: Университетское, 1999. — 223 с. ISBN 985-09-0276-0.
- Гируцкий, А. А. Введение в языкознание: Учеб. пособие. Мн.: ТетраСистемс, 2001; 2-е изд., 2003; 3-е изд., 2005; 4-е изд., доп. 2008. — 288 с. ISBN 978-985-470-793-8.
- Гируцкий, А. А. Введение в языкознание: учеб. пособие. Мн.: Вышэйшая школа, 2016. — 238 с. ISBN 978-985-06-2720-9.
- Гируцкий, А. А. Общее языкознание: Учеб.пособие для студентов вузов. Мн.: ТетраСистемс, 2001; 2-е изд., 2001; 3-е изд., 2003. — 304 с.; 4-е изд. перераб. и доп., 2008. — 320 с. ISBN 978-985-470-809-6.
- Гируцкий, А. А. Общее языкознание: учебник. Мн.: Вышэйшая школа, 2017. — 238 с. ISBN 978-985-06-2772-8.
- Гируцкий, А. А., Камлевич, Г. А. Введение в языкознание: практикум. Мн.: Асар, 2008. — 288 с. ISBN 978-985-6711-38-4.
- Гируцкий, А. А., Камлевич, Г. А. Общее языкознание: практикум. Мн.: Асар. 2008. — 272 с. ISBN 978-985-6711-38-4.
- Гируцкий, А. А., Гируцкий, И. А. Нейролингвистика: пособие для студентов вузов. Мн.: ТетраСистемс, 2010. — 192 с. ISBN 978-985-536-029-3.
- Гируцкий, А. А., Новрузов, Р. М. Наука и религия: учеб. пособие. М.: Флинта: Наука, 2013. — 416 с. ISBN 978-5-9765-1057-9 (ФЛИНТА), ISBN 978-5-02-03417-1 (Наука).

#### Научные статьи
- Гируцкий А. А. О ведущих тенденциях в языкознании XXI века / Под ред. проф. Г. И. Берестнева. Языкознание: взгляд в будущее. Калининград: ФГУИПП «Янтар. сказ», 2002. — С. 87-93. ISBN 5-7405-0599-7.
- Гируцкий, А. А. О предмете общей теории языка. Вести БГПУ, серия 1. № 2, 2007. — С. 54-58.
- Гируцкий, А. А. Переводы поэзии Я. Райниса на русский язык в контексте художественного билингвизма / Художественный текст: Восприятие. Анализ. Интерпретация. № 6 (2). Вильнюс, 2008. — С. 147—154. ISSN 16481089.
- Гируцкий А. А. Семиотические особенности восточной и западной моделей культуротворчества / Язык и межкультурные коммуникации: материалы Междунар. науч. конф., Вильнюс — Минск, 15 — 18 мая 2013 г. Минск: РИВШ, 2013. — С. 10-13.
- Гируцкий, А. А. «Единая теория» и возможности её практического применения / Известия Национальной академии наук Беларуси, серия гуманитарных наук. № 3. Мн.: «Беларуская навука», 2013. — С. 17 — 21.
- Гируцкий, А. А. Философия имени в трактовке С. Н. Булгакова / Известия Национальной академии наук Беларуси, серия гуманитарных наук. № 1. Мн.: «Беларуская навука», 2015. — С. 14 — 19.
- Гируцкий, А. А. Научно-педагогическая школа научных парадигм современного языкознания / Научно-педагогические школы БГПУ. Минск: БГПУ, 2015. — С. 213—227. ISBN 978-985-541-240-4.
- Гируцкий, А. А. Особенности коммуникативной организации дискурса в романе М. А. Булгакова «Мастер и Маргарита» / XLinguae. European Scientific Language Journal, 2016, Vol. 8, № 4, s. 78 — 90. ISSN 13378384.
- Гируцкий, А. А. Имя и реальность в истории культуры и науки и в современном языкознании / Slavica Slovaca, 2016. Вып. 51, № 1. — С. 33 — 43.
- Гируцкий, А. А. Матрица Абсолюта и её идеографическое и аксиоматическое описание // Славянские чтения — 2017: сб. мат-ов Междунар. науч.-практ. конф., Республика Башкортостан, г. Стерлитамак, 16-18 мая 2017 г. / отв. ред. Л. В. Климина. — Стерлитамак: Стерлитамакский филиал БашГУ, 2017. С. 151—157.
- Гируцкий, А. А. Матрица Абсолюта и проблема дешифровки её кода / Матрица Абсолюта: словарь, избранные статьи. Минск: БГПУ, 2017. — С.210 — 218. ISBN 978-985-541-360-9.
- Гируцкий, А. А. Матричные технологии в лингводидактике (аспекты метапредметности) // Гісторыя і грамадазнаўства. 2018. № 11. — С. 3 — 17. ISSN 2224-798X.
- Гируцкий, А. А. Экология семиосферы: традиции и новые подходы // Журнал Белорусского государственного университета. Экология. 2019. № 1. — С. 4 — 17. ISSN 2521-683X (print) ISSN 26174014 (online).

### Художественные произведения
- Гируцкий, А. А. Армагеддон. Минск, 2014. — 320 с. ISBN 978-985-18-2978-7.
- Гируцкий, А. А. Откровение: повесть, рассказы, отрывки из романа. Минск: «Технопринт», 2005. — 152 с. ISBN 985-464-773-0.
- Гируцкий, А. А. Поход: повесть, рассказы. Рига-Минск: «Лайма» — БГПУ — ИСЗ, 2006. — 152 с.

### Рецензии на работы автора, вступительные статьи
- Сидорец В. С.: Бордович, А. М., Гируцкий, А. А., Чернышова, Л. В. Сопоставительный курс русского и белорусского языков. Минск.: Университетское, 1999. — 223 с. // Веснік Мазырскага дзяржаўнага педагагічнага інстытута імя Н. К. Крупскай. № 3, 2000. — С. 108—109.
- Груцо А. П.: Гируцкий А. А. Введение в языкознание. Мн., 2001. 288 с. // Весці Беларускага дзяржаўнага педагагічнага універсітэта. № 4, 2001. — С. 176—177.
- Михневич А. Е.: Гируцкий А. А. Общее языкознание. Учеб. пособие для студентов вузов. Мн., 2001. 304 с. // Весці Беларускага дзяржаўнага педагагічнага універсітэта. № 1, 2002. — С. 192—194.
- Мартынов В. Ф. Человек в поисках смысла // Гируцкий А. А. Тайна имени. Мн.: Тэхналогія, 1996. — С. 4 — 5. ISBN 985-6234-08-5.
- Мартынов В. Ф. Предисловие // Гируцкий А. А. Структура слова. Минск: БГПУ, 2005. — С. 3 — 6. ISBN 985-435-998-0.
- Мейзерская Т. С. Учебник нового формата: Гируцкий А. А., Новрузов Р. М. Наука и религия: учеб. пособие. — М.: «ФЛИНТА. НАУКА», 2013. — 416 с. // Науковий вісник кафедри Юнеско КНЛУ. Серія Філологія. Педагогіка. Психологія. Випуск 29. 2014. — С. 253—255.
- Doc. Andrey Kraev, CSc. Doc. Viktoria Liashuk, CSc.: Girutsky, A. A., Novruzov, R. M.: Science and Religion. Textbook. Moscow: FLINTA, Science, 2013, 416 p. ISBN 978-5-9765-1057-9 (FLINTA), ISBN 978-5-02-03417-1 (Science) // DISPUTATIONES SCIENTIFICAE UNIVERSITATIS CATHOLICAE IN RUŽOMBEROK. Číslo 1, január 2017, ročník XVII. — Р. 159—162. ISSN 13359185.
- Булыко А. Н. Космизм слова А. А. Гируцкого // Гируцкий А. А. Матрица Абсолюта: словарь, избранные статьи. Минск: БГПУ, 2017. — 252 с. ISBN 978-985-541-360-9.
- Сипко Йозеф. Слово как матрица:  Гируцкий, А. А. Матрица Абсолюта: словарь, избранные статьи / Вступительная статья А. Н. Булыко. Минск: БГПУ, 2017. — 252 с. ISBN 978-985-541-360-9 // Литературные языки западных и восточных славян: вопросы теории / Сб. научных статей. Ред. В. Ляшук. — Издательство «Belianum». Университет Матея Бела в Банской Быстрице. 2019. — С. 299—301.

### Статьи о художественном творчестве
- Аврутин, Анатолий. «Откровения» Анатолия Гируцкого // Гируцкий А. А. Откровение: повесть, рассказы, отрывки из романа. Минск: «Технопринт», 2005. — С. 149—150. ISBN 985-464-773-0.
- Самусенко, В. И. Камо грядеши, человек? (О художественном творчестве Анатолия Гируцкого) // Русский язык и литература. № 10. 2008. — С. 53 — 56. ISSN 1993-209Х.
- Ляшук, В.М., Ляшук К. Г. «Откровение» и «Армагеддон» Анатолия Гируцкого: жанры повести и романа в координатах художественного, научного и религиозного дискурсов // Уральский филологический вестник / ФГБОУ ВО «Уральский государственный педагогический университет». / Гл. ред. Н. В. Барковская. — Екатеринбург, 2017. — № 3. — С. 101—111. (Серия «Русская литература XX—XXI веков: направления и течения»). ISSN 23067462.

### Статьи в энциклопедиях и справочниках
- Гіруцкі Анатоль Антонавіч. Статья в: Беларуская энцыклапедыя: У 18-і т. Т. 5. Мінск: Беларуская энцыклапедыя, 1997. — С. 263. ISBN 985-11-0090-0 (т. 5), ISBN 985-11-0035-8.
- Гіруцкі Анатолій Антонавіч. Статья в: Дактары і кандыдаты навук Беларускага дзяржаўнага педагагічнага ўніверсітэта імя Максіма Танка (да 100-годдзя з дня заснавання): бібліягр. давед. / уклад. Г. У. Карзенка; пад агул. рэд. д-ра пед. навук, праф. А.І. Жука. — Мінск: БДПУ, 2014. — С. 32. ISBN 978-985-541-192-6.
- Гіруцкі Анатоль Антонавіч. Статья в: Хто ёсць хто ў сучаснай беларускай лінгвістыцы. (Who’s Who in Modern Belorussian Linguistics). Рэд. А. К. Кіклевіч, У. Б. Журавель. Мінск, 1997. — С. 26 — 27.
- Гируцкий Анатолий Антонович. Статья в: Дятко Д. В., Шахоўская С. У. Беларускае мовазнаўства: дысертацыі па беларускай мове, абароненыя ў Рэспубліцы Беларусь (1990—2011 гг.): навуковы даведнік. Мінск: БДПУ, 2011. — С. 76 — 78. ISBN 978-985-541-033-2.